# Алмашу Мик (Балк)
Алмашу Мик (рум. Almașu Mic) насеље је у Румунији у округу Бихор у општини Балк. Oпштина се налази на надморској висини од 158 m.

## Становништво
Према подацима из 2002. године у насељу је живело 453 становника, од којих су сви румунске националности.